# Algrange
Algrange település Franciaországban, Moselle megyében. Lakosainak száma 5928 fő (2022. január 1.). Algrange Angevillers, Fontoy, Nilvange, Thionville és Metzange községekkel határos.

## Népesség
A település népességének változása:
| Lakosok száma | 8658 | 6767 | 6325 | 6326 | 6297 | 6173 | 6144 | 6120 | 6104 | 5928 |
|               | 1968 | 1982 | 1990 | 2006 | 2013 | 2015 | 2017 | 2019 | 2020 | 2022 |